# Asperdaphne trimaculata
Asperdaphne trimaculata é uma espécie de gastrópode do gênero Asperdaphne, pertencente a família Raphitomidae.